# Trottellumme
Die Trottellumme (Uria aalge) ist eine von zwei Vogelarten in der Gattung der Lummen (Uria) innerhalb der Familie der Alkenvögel (Alcidae). Sie hält sich nur zur Fortpflanzungszeit an Land auf. Die Art ist zirkumpolar vertreten und brütet in der borealen und subarktischen Region. Unter den rezenten Alkenvögeln ist sie die größte Art. Ihren Namen hat die Trottellumme aufgrund ihres „trottelmäßig“ anmutenden Ganges, da sie im Gegensatz zum Tordalk nicht auf den Zehen, sondern auf ihren Fußwurzeln läuft. Eine etymologische Erklärung leitet den Namen von der französischen Bezeichnung „Guillemot de Troïl“ ab, was zunächst mit Troïl-Lumme übersetzt wurde, woraus sich der Name Trottellumme entwickelte.
Große Kolonien finden sich vor allem da, wo kalte und warme Meeresströmungen zusammentreffen. Ihre Brutplätze sind steile Felsklippen mit schmalen Felsbändern oder kleinen Vorsprüngen. Die Anzahl der Unterarten ist strittig. Es werden mindestens fünf, von einigen Autoren aber auch sieben Unterarten unterschieden. Der einzige mitteleuropäische Brutstandort befindet sich auf Helgoland, wo zu Beginn des 21. Jahrhunderts 2600 Brutpaare brüteten.
Die globale Erwärmung hat zu einem massiven Einbruch der Trottellummen-Populationen geführt. Zwischen Mitte 2015 und Anfang 2016 wurden zehntausende toter Trottellummen an der amerikanischen Westküste und in Alaska angeschwemmt. Aussagen von Forschern zufolge lag der Grund für das Massensterben im Nahrungsmangel infolge hoher Meerestemperaturen. Anfang Februar 2019 gab es ein Massensterben mit mehreren Zehntausenden toten Vögeln, dabei wurden mehrere Tausend Trottellummen an der Nordseeküste der Niederlande angeschwemmt.

## Aussehen

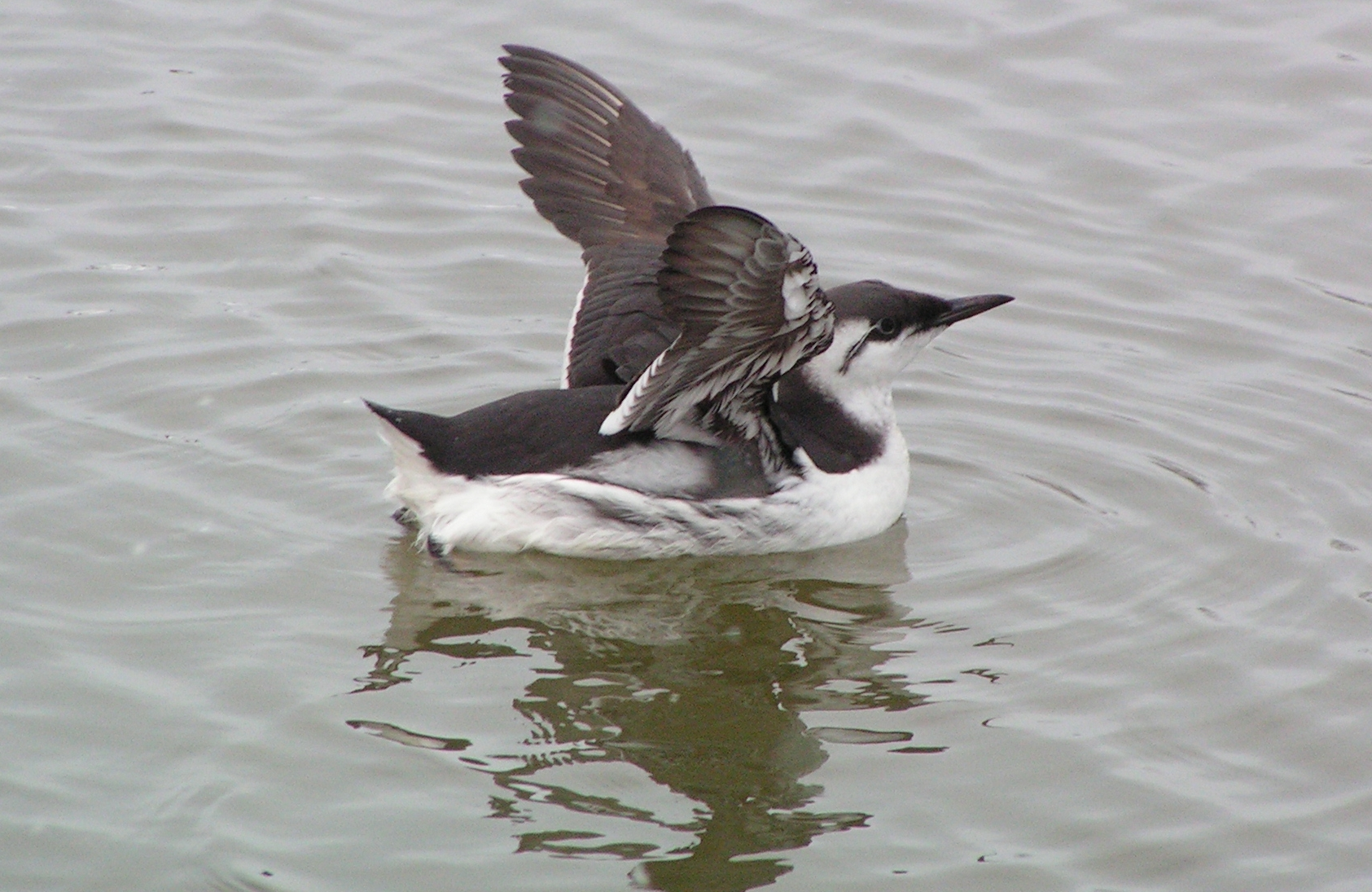
Trottellumme im Winterkleid

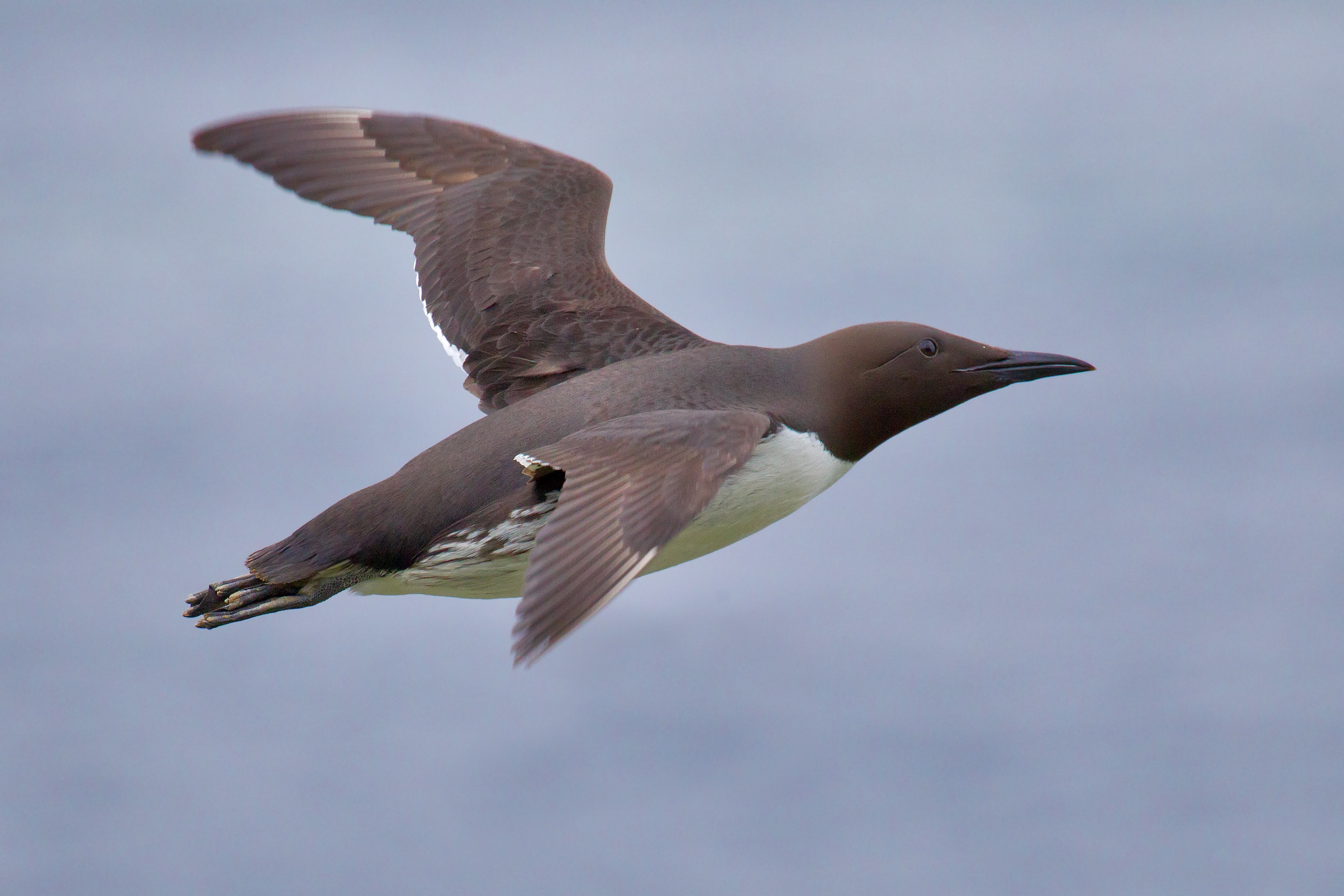
Flugbild einer Trottellumme

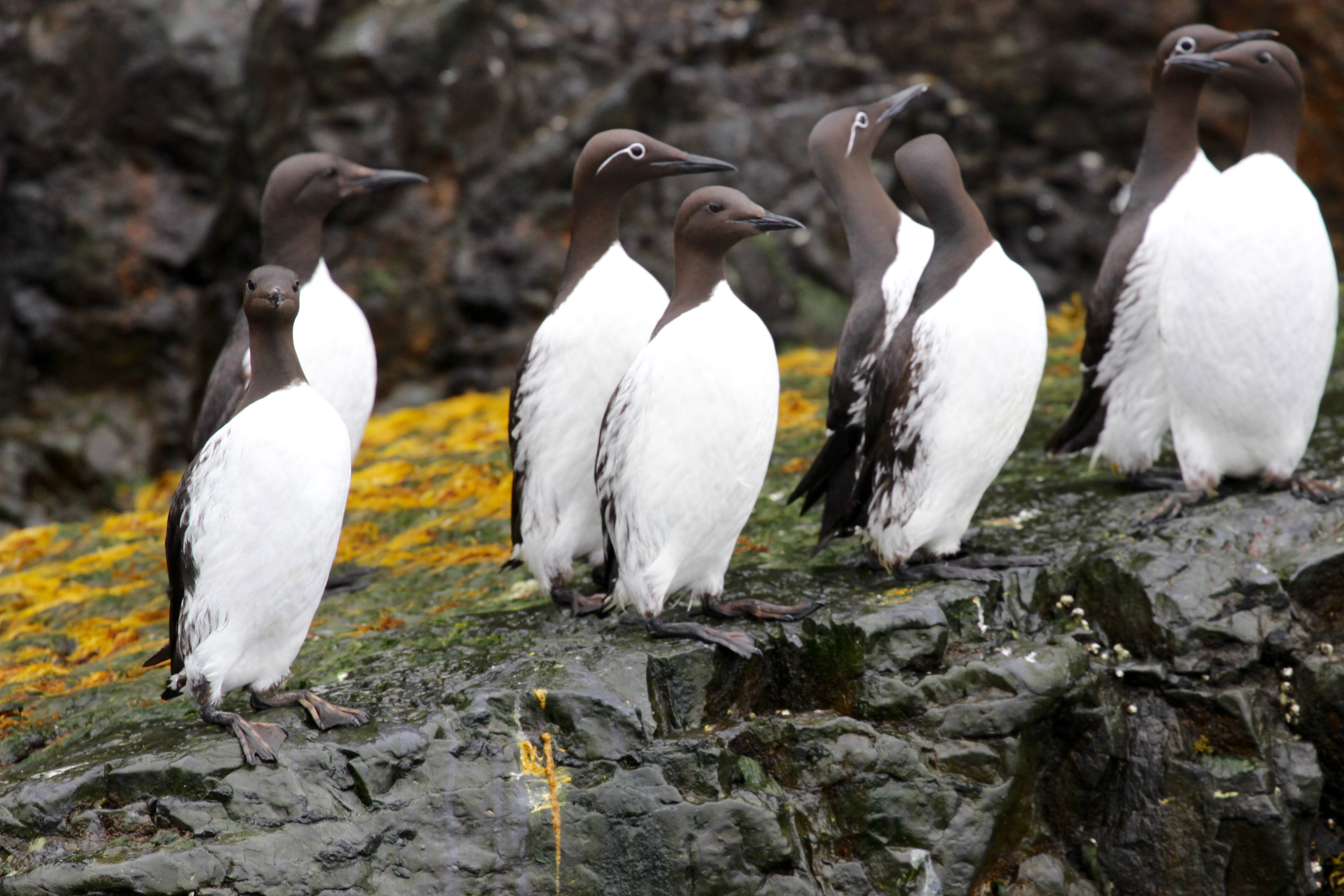
Trottellummen, Spitzbergen, darunter drei sogenannte Brillen- oder Ringellummen mit weißen Augenringen

Mit einer Größe von 38 bis 46 Zentimeter ist die Trottellumme mit einer Stockente zu vergleichen, hat aber einen dünneren und spitzeren Schnabel. Die Flügelspannweite beträgt bei erwachsenen Vögeln 61 bis 73 Zentimeter und das Gewicht liegt bei einem Kilogramm. Sie gehören damit mit der Dickschnabellumme zu den schwersten derzeit noch lebenden Alkenarten. Der Geschlechtsdimorphismus ist nur sehr gering ausgeprägt. Männchen haben im Durchschnitt einen etwas größeren Schnabel als die Weibchen.
Im Sommer ist das Gefieder auf dem Kopf, am Rücken, am Schwanz, auf der Flügeloberseite und an den Flügelspitzen bei beiden Geschlechtern braunschwarz. Der Bauch und größere Bereiche der Flügelunterseite sind weiß. Im Winter sind auch das Kinn und ein Bereich hinter dem Auge weiß. Beim Flug zeichnen sich der Schnabel und die grauschwarzen Füße deutlich vom übrigen Körper ab. Als besonderes äußeres Merkmal ist manchmal auch ein weißer Augenring zu sehen, von dem aus sich ein weißer Strich bis etwa zur Mitte des Kopfes nach hinten zieht. Tiere, die dieses Merkmal zeigen, werden auch als Brillen- oder Ringellummen bezeichnet. Allerdings ist der Augenring kein Kennzeichen einer eigenen Art oder Unterart, sondern lediglich eine Farbvariante. Die Farbvariante kommt in einem Nord-Süd-Gefälle von 50 Prozent in den arktischen Populationen bis Null Prozent in Portugal vor.
Auf dem Wasser schwimmt die Trottellumme mit alternierenden Paddelbewegungen der Füße und ist deshalb verhältnismäßig langsam. Flüchtende Trottellummen tauchen daher oder fliegen auf. Trottellummen durchlaufen die Mauser, nachdem die Jungvögel die Brutkolonie verlassen haben. Da sie die Handschwingen gleichzeitig vermausern, sind sie dann für einen Zeitraum von 45 bis 50 Tagen flugunfähig. Beim Männchen fällt die Flugunfähigkeit in den Zeitraum, in der es seinen Jungvogel auf dem Meer begleitet. Trottellummen sind relativ schlechte Flieger, die sich mit raschen Flügelschlägen fortbewegen. Die Vögel heben zum Flug erst nach längerem Anlaufen über Wasser ab.
Frisch geschlüpfte Nestlinge haben dicke Daunen mit feinen Spitzen. Die Daunen sind auf der Unterseite kurz und am Kopf und Hals länger und rauer. Kopf und Hals sind schwarz, allerdings ergeben die in weißen Scheiden zusammengefassten Dunenspitzen eine feine helle Streifung. Der Oberkörper ist rußig dunkelbraun mit grauen Sprenkeln. Dagegen ist die Körperunterseite bräunlich weiß, der Bauch ist meist rein weiß. Die ersten Federn erscheinen, wenn die Nestlinge wenige Lebenstage alt sind.
In den Kolonien sind Trottellummen sehr lautstark. Hauptsächlich stoßen sie ein nasales Wha wha wha aus, das in einen brüllenden Ton übergeht.

Geographische Verbreitung; orange: Brutgebiete; lila: ganzjährig anzutreffen; blau: Wander- und Überwinterungsbereiche

## Verbreitung und Lebensraum
Das Brutgebiet der tag- und dämmerungsaktiven Trottellumme erstreckt sich über die Küsten des Nordatlantik und Nordpazifik sowie über die angrenzenden Eismeerküsten. Im Atlantik befinden sich die Brutkolonien im Westen zwischen dem 43. und 56. nördlichen Breitengrad und im Osten zwischen dem 40. und 75. nördlichen Breitengrad. Im Pazifik brüten sie an den asiatischen Küsten zwischen dem 40. und 70. nördlichen Breitengrad, an der nordamerikanischen Pazifikküste reicht ihr Brutareal von dem 36. nördlichen Breitengrad bis zum 68. nördlichen Breitengrad in Alaska. Innerhalb Deutschlands brütet sie nur auf Helgoland, wo sie auf dem Lummenfelsen lebt. Nur fünfzehn Prozent der nordatlantischen Trottellummen-Population brüten an der kanadischen Küste, allerdings befindet sich auf Funk Island mit geschätzten 400.000 Paaren eine der weltweit größten Brutkolonie dieser Art. Auf den britischen Inseln zählen Trottellummen zu den häufigsten Seevögeln. Die größten Koloniestandorte finden sich auf der kleinen schottischen Insel Handa, wo in den 1990er Jahren knapp 100.000 Trottellummen brüteten und an den Klippen von Fowlsheugh in der Nähe von Aberdeen, wo circa 52.000 Brutvögel gezählt werden.
Außerhalb der Brutzeit halten sich einige der Populationen der Trottellumme in der Nähe ihrer Brutkolonien auf. Andere Populationen vollziehen dagegen zum Teil weite Wanderungen. Sie bewegen sich dabei in südlicher Richtung, um dem Meereis auszuweichen. Brutvögel der Küsten Oregons und Washingtons fliegen jedoch auch nach Norden und halten sich beispielsweise im Spätsommer in den Gewässern vor British Columbia auf. Eine große Anzahl Trottellummen versammelt sich im Juli in der Nähe der Doggerbank in der Nordsee. Eine weitere große Zahl an Trottellummen, die entlang der britische Küste brüten, versammeln sich nach der Brutzeit im Osten der Nordsee, wo sie sich mit Brutvögeln des nördlichen Norwegens vermischen. Jungvögel halten sich während ihrer ersten beiden Lebensjahre in der Schelfregion auf. Bis zu ihrem Flüggewerden werden sie mindestens von einem, wegen der Mauser vorübergehend ebenfalls flugunfähigen adulten Vogel begleitet. Die Jungvögel kehren frühestens in ihrem dritten Lebensjahr zu ihrer ursprünglichen Brutkolonie zurück.

## Auswirkungen der globalen Erwärmung
Die Populationen der Trottellummen sind besonders stark von der vom Menschen verursachten Überhitzung des Klimasystems der Erde betroffen. Zwischen 2014 und 2016 verursachte eine ungewöhnlich hohe Meerestemperatur in Alaska den massiven Verlust von rund vier Millionen Trottellummen, was etwa 52 bis 78 % der Population an 13 Kolonien entsprach. Die betroffenen Vögel ernährten sich hauptsächlich von kleineren Fischen wie Heringen und Sandaalen, deren Bestände durch die Hitzewelle stark zurückgingen. Die drastische Verringerung der Beute führte vermutlich zu vielen verhungerten Trottellummen. Seit dem Hitzewellenereignis haben derzeitige Populationsschätzungen keine Hinweise auf eine Erholung gezeigt. Diese anhaltenden Verluste deuten darauf hin, dass das betroffene marine Ökosystem sich nachhaltig verändert hat und möglicherweise nicht mehr die historischen Bedingungen für die Unterstützung der Vogelpopulation bietet.

## Nahrung

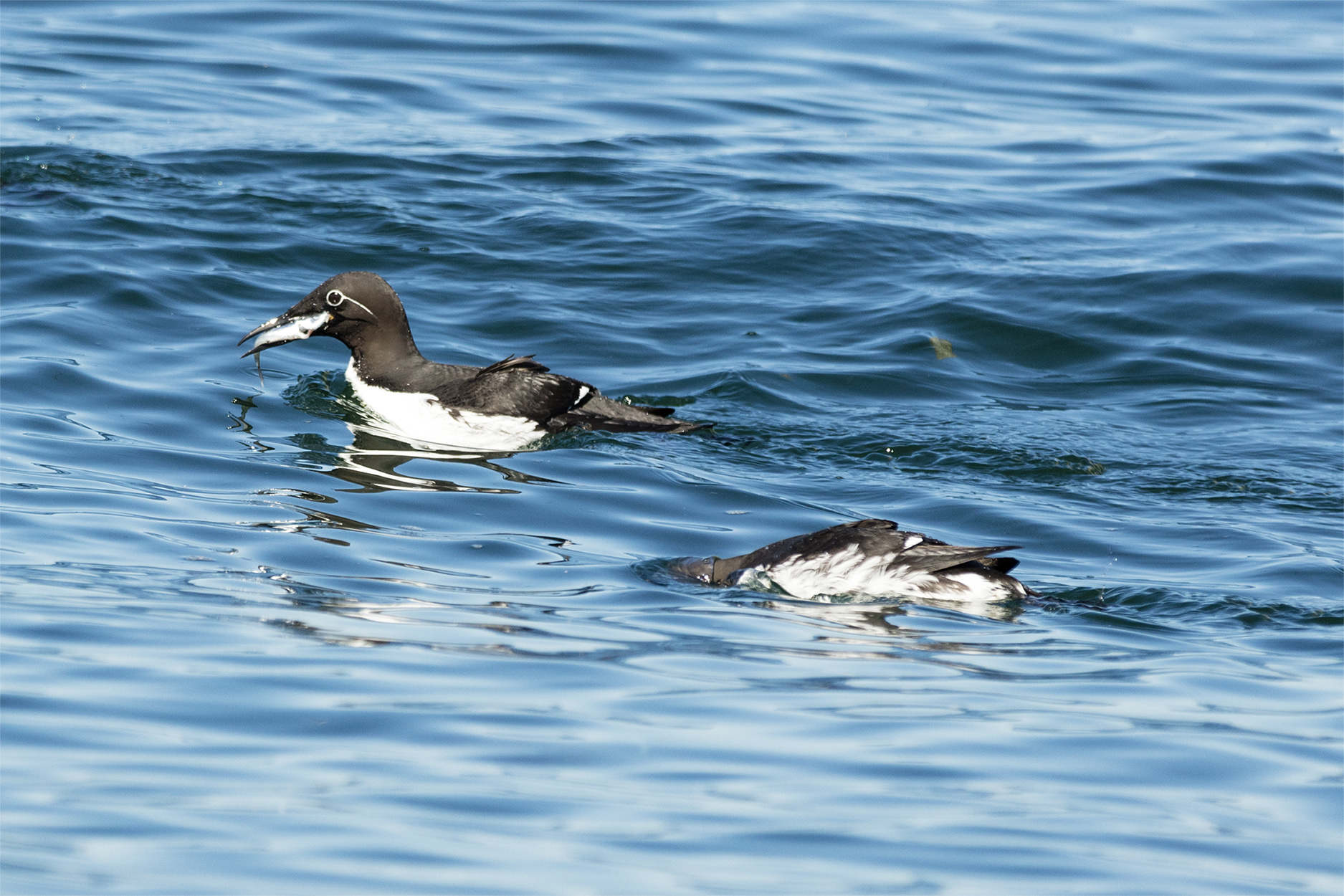
Trottellummen, Spitzbergen beim Fischfang

Die Trottellumme ernährt sich überwiegend von Schwarmfischen wie Hering, Sandaal, Sprotten und Dorsch, die nahe der Wasseroberfläche leben. In arktischen Gebieten machen während der Sommermonate Krustentiere einen hohen Anteil der Nahrung aus. In Gefangenschaft gehaltene ausgewachsene Trottellummen benötigen täglich zwischen 280 und 320 Gramm Nahrung. Dies entspricht etwa 28 bis 34 Prozent ihres Körpergewichtes. Oft sieht man die Tiere mit Fischen im Schnabel, wobei die Enden des Fischs herausragen. In der Nordsee liegen die Nahrungsgebiete zur Brutzeit durchschnittlich bis zu dreißig Kilometer vom Koloniestandort entfernt. Auf Neufundland dagegen suchen die Vögel im Verlauf der Brutzeit unterschiedliche Nahrungsgründe auf. In dem Zeitraum, in dem das Ei bebrütet wird, legen sie im Mittel 38 Kilometer pro Flug zurück. In der Zeit, in der der Nestling aufgezogen wird, dagegen nur noch 5,4 Kilometer.
Während der Tauchgänge bewegt sich die Trottellumme unter Wasser mit drehenden und schlagenden Bewegungen der Flügel fort. Die maximale Tauchtiefe beträgt 180 Meter, in der Regel tauchen die Vögel aber in deutlich geringeren Tiefen. Sie sind damit gemeinsam mit der Dickschnabellumme die Art unter den Alkenvögeln, die am tiefsten tauchen kann. Dies ist auf ihre Körpermasse zurückzuführen. Typisch für das Jagdverhalten der Trottellumme ist, dass sie zunächst den Kopf nur bis über die Augen ins Wasser steckt und den Fisch so beobachtet. Die Tauchzeit beträgt durchschnittlich eine Minute pro Tauchgang. Es sind aber auch schon Tauchgänge von 2 bis 3 Minuten für diese Art nachgewiesen worden.
Während der Jungenaufzucht passen sich Trottellummen an Änderungen im Nahrungsangebot an, indem sie ihr Suchverhalten und ihre Tagesration anpassen. Untersuchungen an Brutkolonien auf den Shetland-Inseln haben gezeigt, dass Trottellummen in nahrungsarmen Jahren mit 178 Minuten Zeitaufwand je Nahrungsflug mehr als doppelt so viel Zeit aufwenden wie in nahrungsreichen Jahren. In diesen dauern Nahrungsflüge durchschnittlich 76 Minuten. Sie entfernen sich in nahrungsarmen Jahren außerdem sechs Mal so weit vom Brutkoloniestandort wie in nahrungsreichen Jahren und verfünffachen dann ihre Tauchzeit je Nahrungsflug auf 6 bis 8 Minuten. Trotzdem ist die Trottellumme nicht in der Lage, einen signifikanten Rückgang an verfügbarer Nahrung vollständig zu kompensieren. In nahrungsarmen Jahren sinkt daher die Reproduktionsrate.

## Fortpflanzung

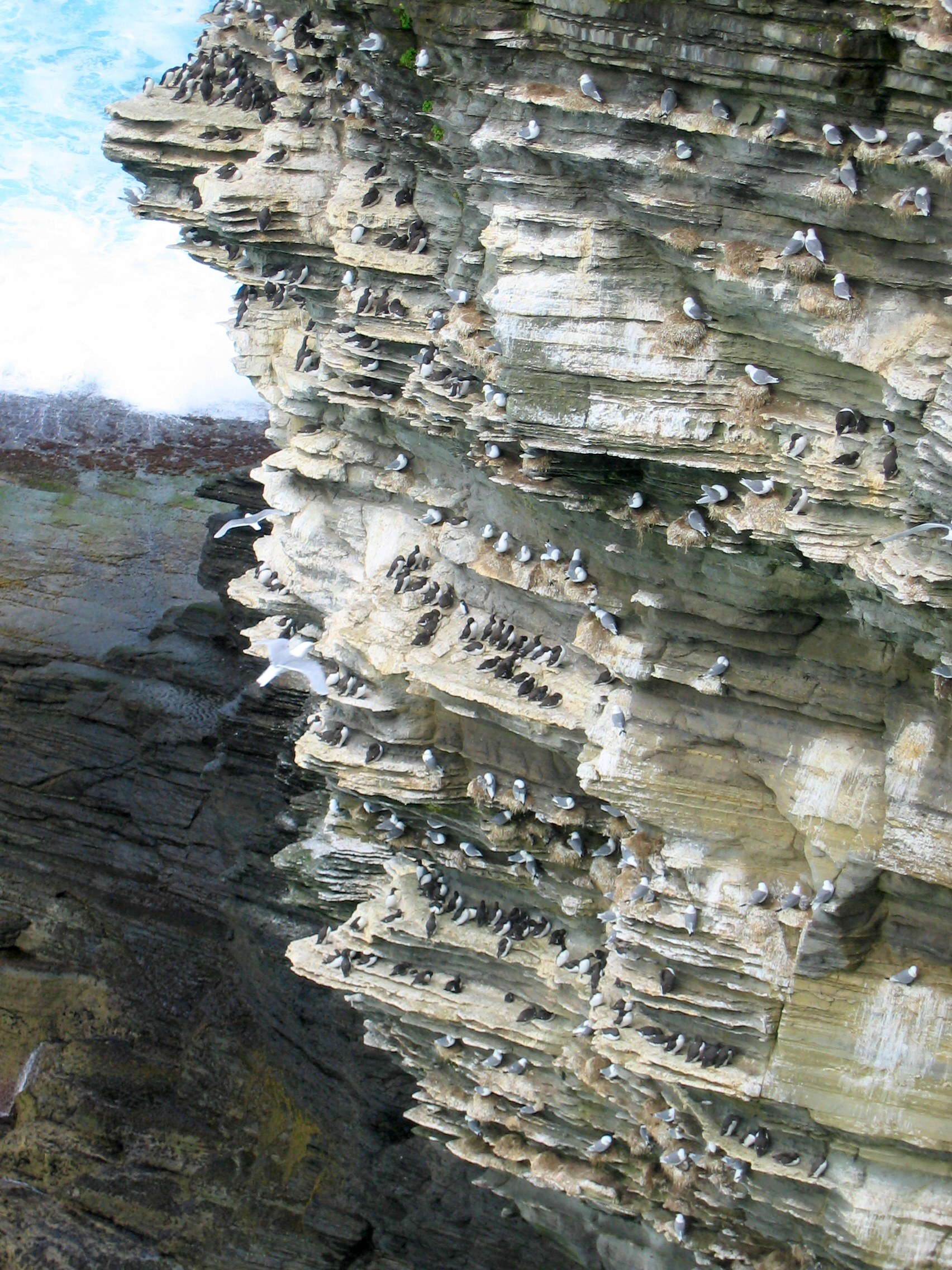
Typischer Lummenfelsen auf den Orkneyinseln

Trottellummen erreichen ihre Geschlechtsreife frühestens als vierjährige Vögel, meist aber sind sie erst im fünften Jahr fortpflanzungsbereit. Je nach geographischer Breite kehren sie zwischen Februar und Mai in ihre Brutkolonien zurück. Brutkolonien, in denen eine große intraspezifische Konkurrenz um die Nistplätze herrscht, werden von Trottellummen auch im Herbst und Winter alle paar Tage für einige Stunden aufgesucht. Sie demonstrieren damit ihren Besitzanspruch für das nächste Frühjahr und festigen so ihren Brutzusammenhalt. Ein solches Verhalten ist beispielsweise auf der Isle of May beobachtet worden.
Trottellummen führen eine monogame Saisonehe mit einer hohen Brutplatz- und damit auch Partnertreue. Sie brüten an der Küste auf Klippenbändern und -vorsprüngen sowie auf den Plateaus freistehender Felszinnen. In der Kolonie werden auch andere Meeresvögel geduldet. Kein anderer Alk toleriert innerhalb der Brutkolonie eine so große Nähe zum nächsten Nachbarn. In der Hauptsaison können sich bis zu 20 Paare einen Quadratmeter teilen. Es wurden vereinzelt aber auch schon 50 Brutpaare pro Quadratmeter gezählt.

### Gelege

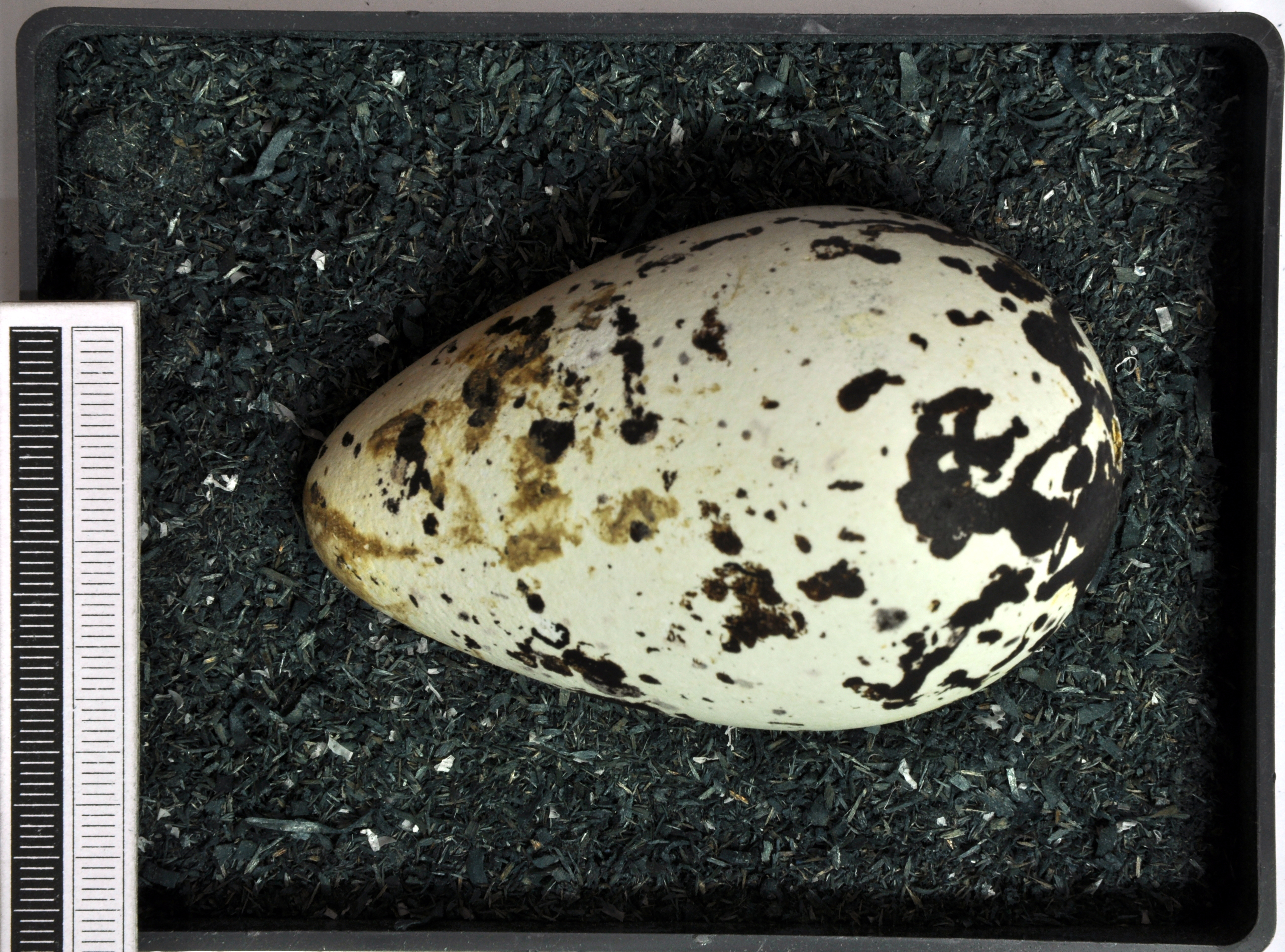
Ei, Sammlung Museum Wiesbaden

Trottellummen ziehen pro Jahr eine Brut auf. Die Vögel der atlantischen Population legen ihre Eier zwischen Mai und Juli und die pazifischen Trottellummen zwischen März und Juli. Ein einzelnes Ei wiegt durchschnittlich 108 Gramm, es wird von den Elternvögeln auf den Tarsen bebrütet. Das Ei ist kreiselförmig, was in der Literatur verschiedentlich dahingehend gedeutet wird, dass das Ei dadurch vor einem Sturz von der Klippe geschützt sei. In verschiedenen Rollversuchen konnte gezeigt werden, dass die Kreiselbewegung im Schnitt größer ist als die Breite der Felssimse, auf denen Trottellummen brüten. Besonders zu Beginn der Brut besteht die Gefahr, dass es beim Partnerwechsel vom schmalen Felssims abstürzt. Trottellummeneier haben kegelförmige Nanostrukturen auf den Eischalen. Zum einen erhalten sie dadurch eine rauere Oberfläche und damit eine höhere Rutschfestigkeit. Zum anderen wird durch die Nanostruktur verhindert, das sich der Gasaustausch durch Salzablagerungen verringert. Brutpaare, die jahreszeitlich sehr früh mit der Brut begonnen haben, legen in 88 bis 90 Prozent der Fälle innerhalb der nächsten vierzehn Tage ein Nachgelege. Brutpaare, die später mit der Brut beginnen, haben dagegen nur in 40 Prozent der Fälle ein Nachgelege.
Die Eier variieren in Farbe und Musterung. Gewöhnliche Farben sind weiß, grün, bläulich oder gräulich mit Punkten oder Maserungen in schwarz oder lila. Beide Eltern bebrüten das Ei 28 bis 34 Tage, wobei sie sich etwa alle zwölf Stunden abwechseln.

### Jungvogel
Die Jungvögel sind extreme Platzhocker und suchen, wenn sie nicht gehudert werden, Kontakt zur Felswand. Sie zeigen dabei eine sogenannte negative Phototaxis, da sie sich instinktiv vom Hellen abwenden. Diese Verhaltensweise schützt die Jungvögel vor dem Absturz. Die Elternvögel zeigen dieses Verhaltensmerkmal ebenfalls und brüten und hudern mit dem Rücken zum Abgrund.
Jungvögel der Trottellummen haben außerdem einen starken Trieb, elterlichen Kontakt zu halten. In Ausnahmefällen wurde sogar schon beobachtet, dass Jungvögel kurzzeitig bei Nachbarvögeln unterschlüpfen. Die Jungvögel werden sehr lange von den Elternvögeln gehudert, obwohl sie bereits in einem Lebensalter von neun bis zehn Tagen ihre Körpertemperatur selbst regulieren können. Selbst Jungvögel, die bereits 20 Tage alt sind, werden während 75 Prozent des Tages noch von einem der Elternvögel betreut. Erst absprungbereite Jungvögel zeigen eine größere Neigung, sich auf den Felssimsen zu bewegen.
Fisch wird von den Elternvögeln immer längs im Schnabel eingetragen, so dass das Futter für den Brutnachbarn unsichtbar bleibt. Während des Fütterns verhindert ein Spreizen der Flügel den Futterraub durch den Nachbarn. Jungvögel werden je nach Alter und Nahrungsangebot zwischen drei und fünf Mal am Tag von den Elternvögel gefüttert.
Wenn die Jungtiere ungefähr drei Wochen alt sind, springen sie von den Klippen, obwohl sie mit ihrem Mesoptilkleid noch nicht aktiv fliegen können, da noch keine Schwungfedern ausgebildet sind. Sie segeln mit ausgebreiteten kurzen Stummelflügeln von den steilen Klippen ins Meer. Dabei lassen sie weittragende helle und gedehnte Rufe hören, die dem Familienzusammenhalt dienen. Junge Trottellummen fallen manchmal aus 40 Meter Höhe direkt auf den steinigen Strand. Aufgrund der Fettschicht, die sich die Tiere vorher angefressen haben, überleben die meisten diesen Sturz, so dass sie dem Elternvogel aufs Meer folgen können. Zahlreiche Jungvögel sterben aber beim Aufprall auf Klippen oder werden mit den Wellen gegen Felsen geschleudert. Ein adulter Elternvogel, meist das Männchen, fliegt gewöhnlich mit dem springenden Jungvogel mit. Es wartet aber gewöhnlich unten am Strand und erwartet dort die Küken, die gelegentlich die Strecke zwischen Strand und Brandung laufend überqueren müssen. Eltern- und Jungvögel erkennen sich dabei an ihren Rufen. Der Lummensprung findet bevorzugt in der Abenddämmerung statt. In der Arktis findet er gegen Mitternacht statt, wenn die geringste Lichtintensität vorherrscht. Der Sprung erfolgt meist sehr synchron, so dass innerhalb weniger Stunden mehrere tausend Küken den Brutplatz verlassen. Auf dem Meer werden die Jungvögel weitere 53 bis 70 Tage von den Männchen versorgt. Erst dann sind sie selbstständig.
In jüngster Zeit wurde beobachtet, dass Trottellummen oft in der Nähe von Kormoranen brüten. Es wird vermutet, dass sie dadurch besser vor Fressfeinden wie Kolkraben oder Möwen geschützt sind.

## Bruterfolg und Lebenserwartung

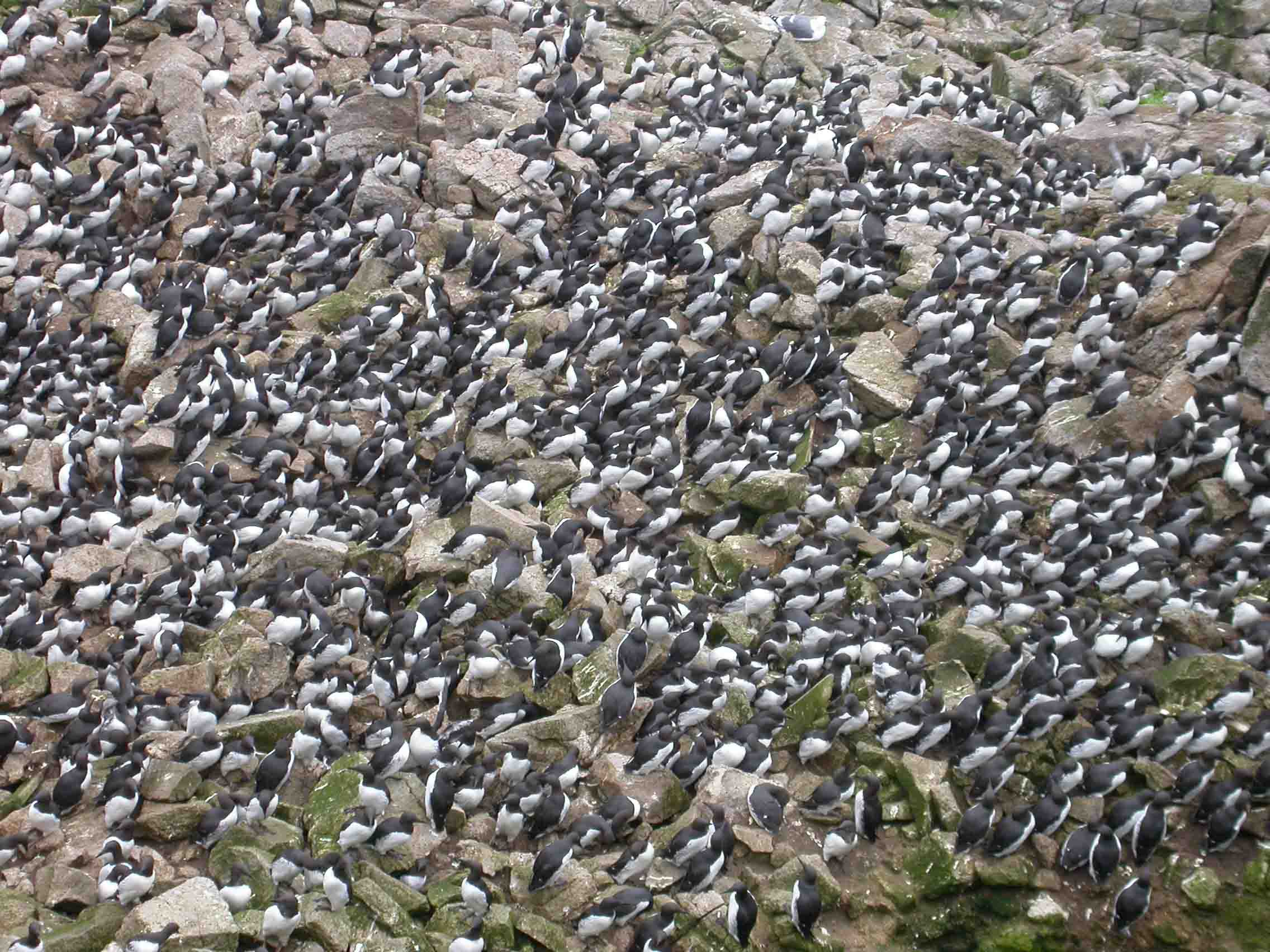
Trottellummenkolonie

In ungestörten Brutkolonien kommen auf 100 legende Brutpaare 70 bis 75 springende Jungvögel. Ein geringerer Bruterfolg liegt vor allem dort vor, wo es keine ausreichende Nahrung gibt. Bis zur Geschlechtsreife sterben von 100 ausgeflogenen Trottellummen etwa 60 bis 80. Die Sterblichkeit der Jungvögel ist vor allem im ersten Herbst sehr hoch, wobei früh ausgeflogene Trottellummen eine deutlich höhere Überlebenschance haben als Jungvögel, die drei Wochen später erbrütet werden. Um die Population mindestens konstant zu halten, müssen pro 100 ausgeflogene Jungvögel etwa 24 die Geschlechtsreife erreichen. Nach Untersuchungen an beringten Vögeln auf Helgoland fallen von 100 tot aufgefundenen Jungvögeln zwei der Jagd, 42 der Fischerei zum Opfer und 24 gehen auf Grund ölverschmutzten Gefieders zu Grunde. Die Ornithologin Renate Kostrzewa weist allerdings darauf hin, dass Wiederfunde nicht repräsentativ sind, da sie auch von den Fundumständen abhängen. Vögel, die eines natürlichen Todes sterben, werden verhältnismäßig selten wiedergefunden.
Wie bei vielen anderen Alkenvögeln war früher die kommerzielle Nutzung der Trottellumme die wesentliche Gefährdungsursache. Trottellummen wurden intensiv bejagt und ihre Eier gesammelt, wodurch es gebietsweise zu erheblichen Rückgängen der Bestände kam. Diese traditionellen Praktiken existieren auch heute noch in allerdings stark verringertem Maß in Norwegen, auf den Färöern sowie in Großbritannien. Zu den wichtigsten Gefahrenfaktoren zählen in jüngster Zeit eine zunehmende und schleichende Ölverschmutzung der Nordsee, die sowohl durch ölverschmutzte Gefieder sofort zu erheblichen direkten Verlusten führt als auch indirekt Auswirkungen auf den Bruterfolg hat. Selbst bei gereinigten Vögeln ist die Sterblichkeit sehr hoch. In Großbritannien starben 99,4 Prozent der gereinigten Vögel, in USA betrug die mittlere Lebenserwartung gereinigter Vögel weniger als zehn Tage. Es kommt auch bei adulten Vögeln zu hohen Verlusten in Stellnetzen sowie treibenden Netzresten und anderem Müll. Vor allem im Winter besteht für Trottellummen die Gefahr, dass sie sich in Fischereinetzen verfangen und ertrinken. 2002 wurden 29,2 Prozent der ringmarkierten Trottellummen der Ostsee in Fischernetzen getötet. Unabhängig von diesem Wert wird vermutet, dass jährlich 1500 Trottellummen in der Ostsee durch derartige Netze sterben. Die intensive Nutzung der Fischbestände wirkt sich gleichfalls auf die Bestände aus. Daneben spielt auch eine Nistplatzkonkurrenz mit dem Basstölpel eine Rolle.
Trottellummen können über 30 Jahre alt werden. Es wurden Individuen registriert, die 38 Jahre oder 42 Jahre und 10 Monate erreichten.

## Unterarten

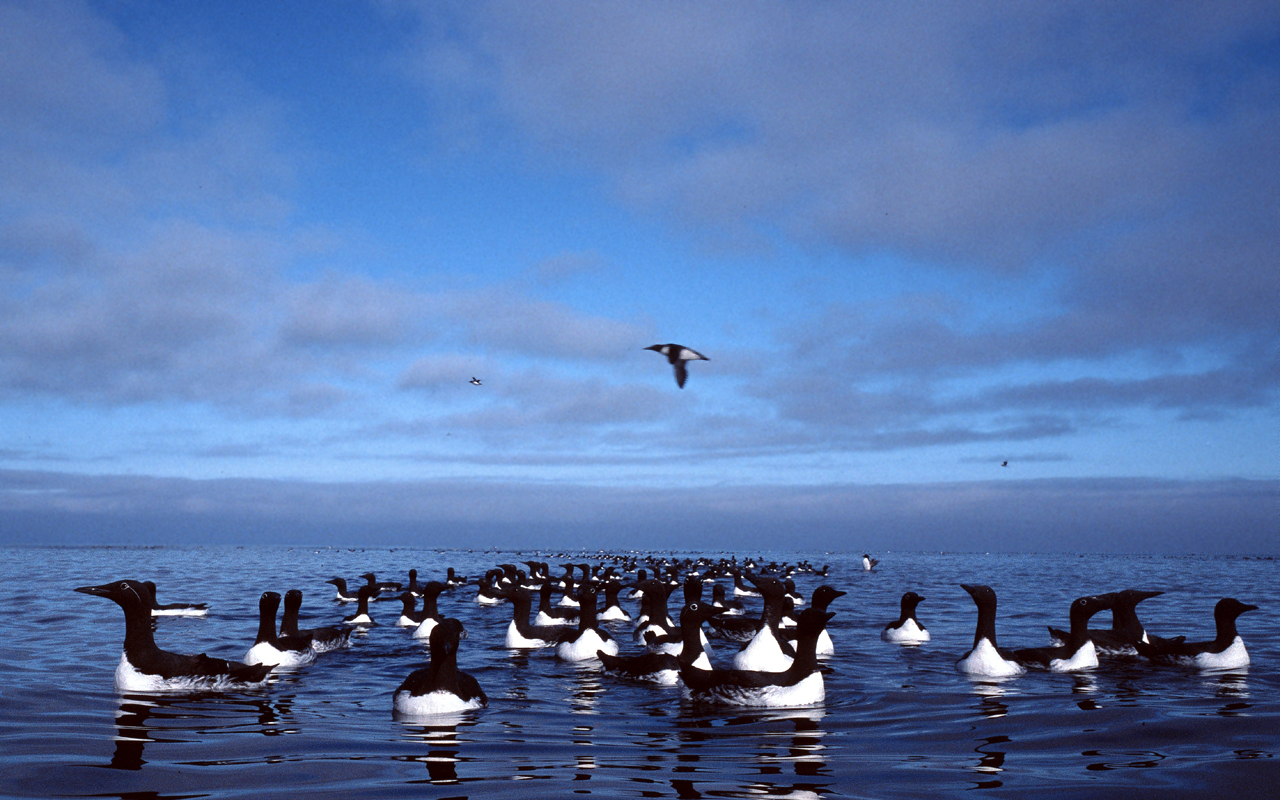
Trottellummen in der Barentssee

Im pazifischen Raum kommen zwei Unterarten vor. Die pazifischen Unterarten sind grundsätzlich etwas größer als die atlantischen und haben längere Schnäbel und Flügel.
- Uria aalge californica brütet an den Westküsten Nordamerikas von den nördlichen Teilen des Bundesstaates Washington bis ins südliche Kalifornien.
- Uria aalge inornata brütet im östlichen Nordkorea, nördlichem Hokkaidō, in der Oblast Sachalin, auf Kamtschatka, Beringmeer, Aleuten, Alaska und in British Columbia.

Für den atlantischen Raum wird eine unterschiedliche Anzahl von Unterarten beschrieben. Einzelne Autoren nennen bis zu fünf Unterarten, von denen drei allgemein anerkannt sind:
- U. a. aalge brütet in den östlichen Teilen von Nordamerika, auf Grönland, Island, den Färöern, Schottland, südliches Norwegen und in der Ostsee.
- U. a. albionis ist ein etwas kleinerer Vogel, der an den Küsten Großbritanniens, Irlands, der Bretagne, Portugals und dem nordwestlichen Spanien brütet.
- U. a. hyperborea ist im Norden Norwegens, auf Spitzbergen und auf Nowaja Semlja beheimatet
- U. a. spiloptera kommt auf den Färöer-Inseln vor und ist unter anderem durch ein Fleckenmuster auf den Unterflügeln gekennzeichnet. Diese Unterart wird nicht von allen Autoren anerkannt, da sich das Merkmal der gefleckten Unterflügel auch bei Vögeln findet, die beispielsweise an den Shetland-Inseln vorkommen.
- U. a. intermedius weist in Größe und Gefieder große Ähnlichkeit mit U. a. albionis auf. Es ist daher gleichfalls strittig, ob die Unterscheidung dieser Unterart berechtigt ist.

## Atlantischer Bestand
Der atlantische Gesamtbestand wird auf 2 bis 2,7 Millionen Brutpaare geschätzt und zeigt in den letzten Jahren eine starke Zunahme. Davon brüten auf Island zwischen 0,7 und 1,4 Millionen Brutpaare und in Großbritannien, Irland und auf den Kanalinseln insgesamt eine Million Brutpaare. Die Populationen im Südwesten Europas gelten nach zum Teil starken Rückgängen inzwischen als gefährdet, dagegen nehmen die Bestände in weiten Teilen Fennoskandinaviens, dem Westen Großbritanniens und Irlands weiter zu.